# 三原重雄

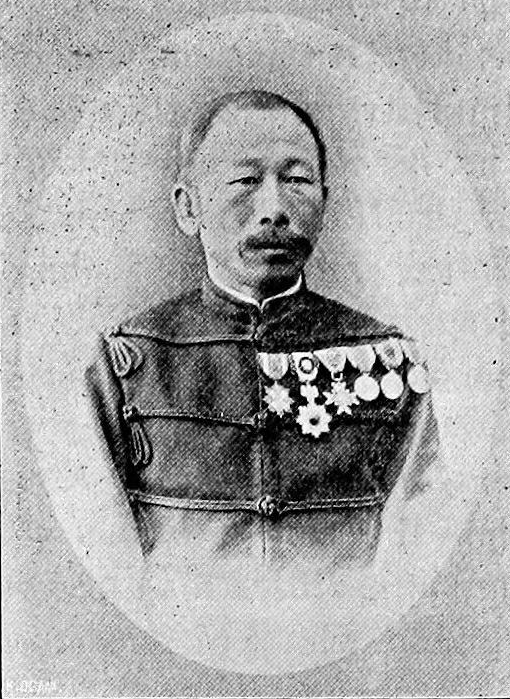
三原重雄

三原 重雄（みはら しげお、1851年7月6日（嘉永4年6月8日） - 1904年（明治37年）8月27日）は、大日本帝国陸軍軍人。最終階級は陸軍少将。位階勲等功級は正五位勲三等功三級。

## 経歴
鹿児島城下新屋敷町（現鹿児島市新屋敷町）出身。士族・三原経世の三男として生まれ、1894年（明治27年）先代で実兄の彦五郎の跡を継いだ。1872年（明治5年）陸軍教導団に入り、翌年、陸軍士官学校に入学。1875年（明治8年）1月、陸軍歩兵少尉に任じた。西南戦争では歩兵第10連隊第3大隊第1中隊第3小隊長として従軍。ついで同連隊第1大隊副官、近衛歩兵第2連隊第1大隊中隊長を経て、歩兵第22連隊第3大隊長として日清戦争に出征する。
戦後は第6師団参謀、台湾守備隊混成第2旅団、第2旅団参謀長、東京防禦総督部副官などを経て、1899年（明治32年）3月、歩兵第36連隊長に補任する。1901年（明治34年）5月、大佐に進む。日露戦争に出征し旅順攻囲戦で戦死。陸軍少将に没後特進した。

## 栄典
勲章等
- 1895年（明治28年） - 功四級金鵄勲章[1]
- 1900年（明治33年）3月31日 - 旭日中綬章[6]